# Pleromella
Pleromella là một chi bướm đêm thuộc họ Noctuidae.

## Loài
- Pleromella opter Dyar, 1921